# サグラダ・ファミリア

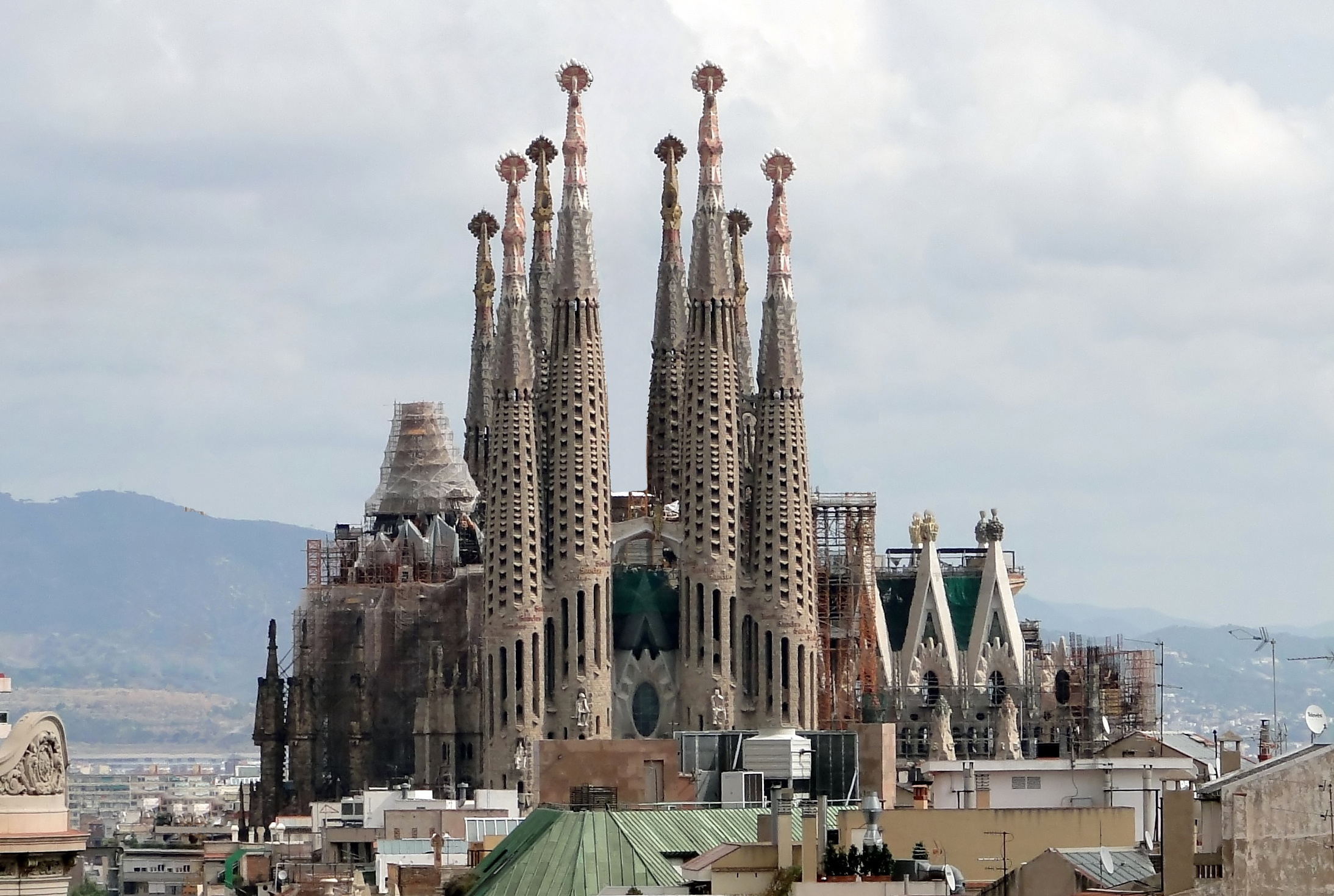
2009年の頃の様子

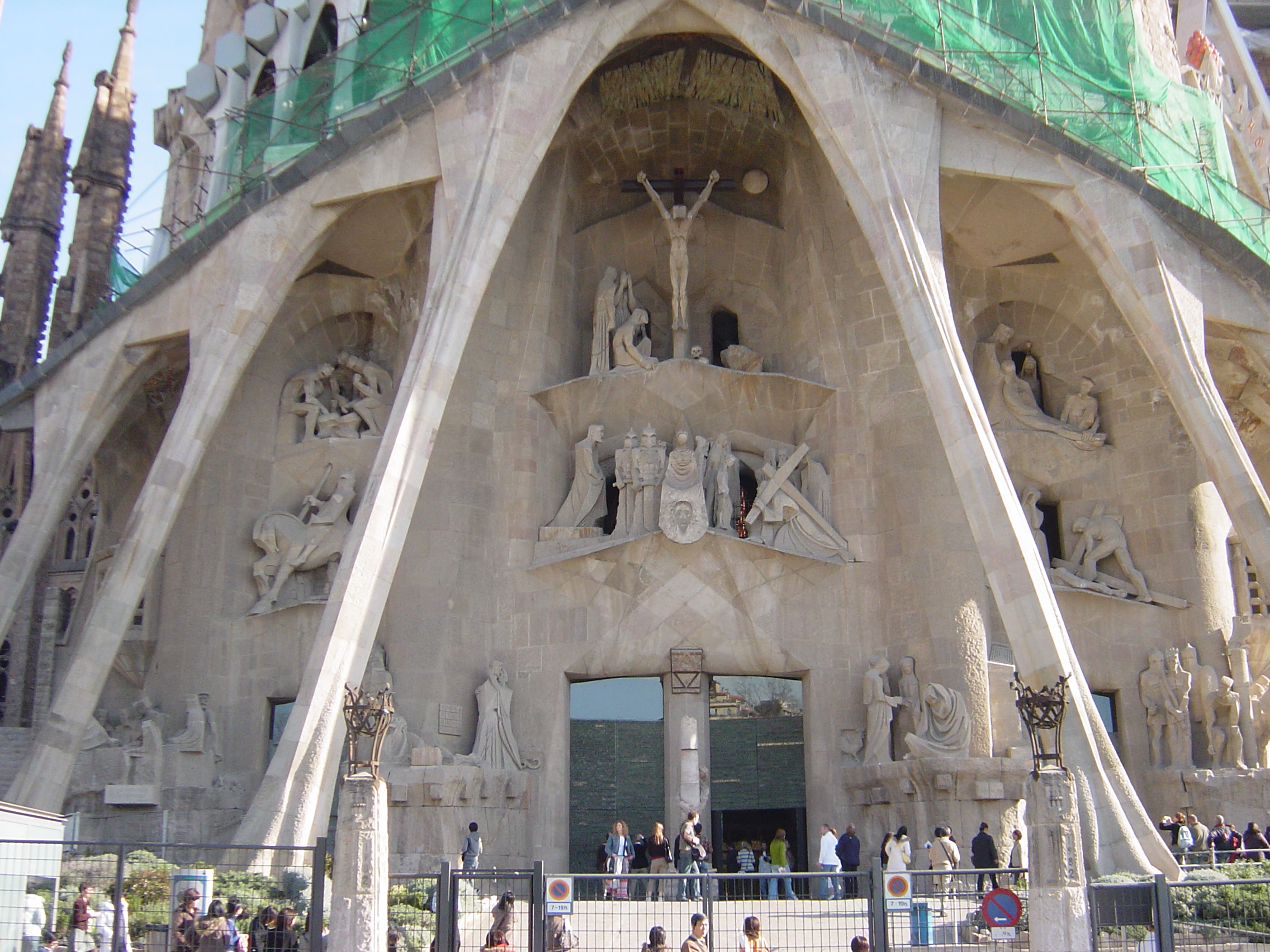
受難のファサード

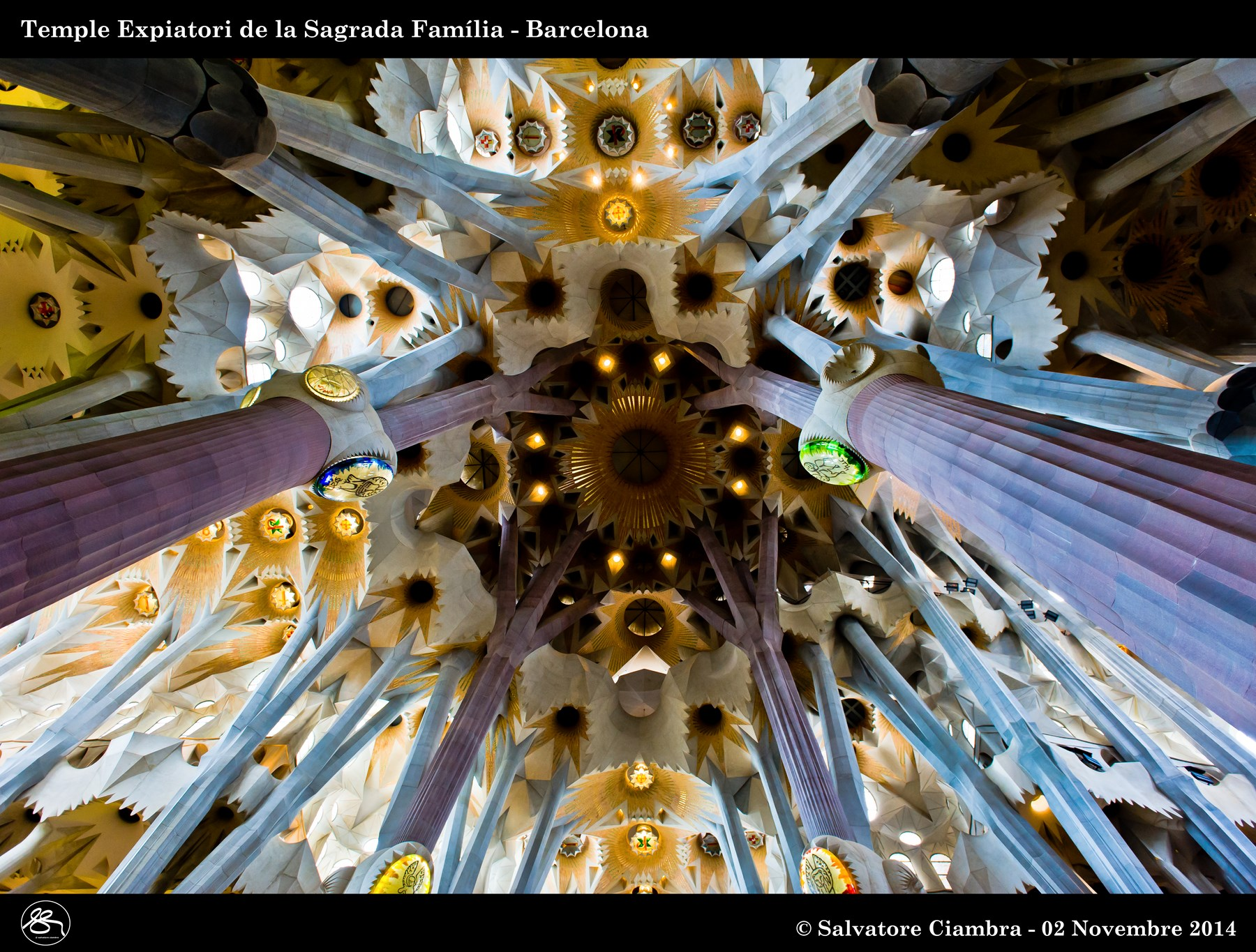
内装：木や枝に似せて柱をデザインした身廊の天井

サグラダ・ファミリア（カタルーニャ語: Sagrada Família）は、スペインのバルセロナにあるカトリック教会のバシリカである。聖家族贖罪教会（せいかぞくしょくざいきょうかい、カタルーニャ語: Temple Expiatori de la Sagrada Família）という正式名称を持つ。日本語では聖家族教会（せいかぞくきょうかい）と呼ばれることも多い。

## 概要
サグラダ・ファミリアは、カタロニア・モダニズム建築の最も良く知られた作品例であり、カタルーニャの建築家アントニ・ガウディの未完成作品である。また2025年現在、世界で唯一の建設途中の世界遺産となっている。
バルセロナ市のシンボルであるこの建物は、綿密に構成された象徴詩的なシンボロジーと共に、パラボリックな（放物線状の）構造のアーチや、鐘楼に据えられた自然主義と抽象主義の混在する彫刻などで、大胆な建築様式を誇っている。2004年の統計によると、サグラダ・ファミリアはアルハンブラ宮殿やマドリッドのプラド美術館を抜いてスペインで最も観光客を集めたモニュメントとなり、2019年には470万人を集めた。生前のガウディが実現できたのは地下聖堂と生誕のファサードなど、全体の4分の1未満であるが、これらは2005年に「アントニ・ガウディの作品群」を構成する物件としてユネスコの世界文化遺産に登録された。贖罪教会なので、資金調達は信者の喜捨に頼ってきた。資金不足により工事がなかなか進まなかったが、1990年代以降に拝観料収入が増えて資金状況が好転した。
2010年11月7日にサグラダ・ファミリアを訪問した教皇ベネディクト16世がミサと聖別（聖堂に聖水を注ぐこと）を行ったことにより、サグラダ・ファミリアはバシリカとなった。教皇によるミサには司教ら6500人が参列し、800人の聖歌隊が参加した。
2021年12月、全18基が予定されている尖塔のうち9基目、完成済みの尖塔としては最も高く（138メートル）、全18基の中でも2番目に高い塔となる聖母マリアの塔が完成した。これ以前の最後の尖塔完成は1976年であり、45年ぶりの尖塔完成となった。その後、2023年9月までに福音史家の塔4基も完成した。
9代目設計責任者のジョルディ・ファウリは、2013年にガウディの没後100年にあたる2026年に完成予定と発表していたが、2020年の新型コロナウイルス感染症 (COVID-19) の流行を受け、工事の一時中断や資金源である喜捨・拝観料収入が大きく減少したことから、一時は完成が遅延するとされていた。しかしながら2024年3月、予定通り2026年に全18基の尖塔の中で最も高い172.5メートルのイエスの塔が完成することが発表された。また、2024年9月のロイターによるとこの塔は2025年に完成予定とされる。ただし、これで全ての建設工事が完了するわけではなく、その後に本来の正門にあたる栄光のファサードと4基の塔、大階段などの建設にとりかかり、全体の完成は2034年頃になる見込みである。
彫刻家の外尾悦郎が1978年から従事しており、2013年からは主任彫刻家として全体を取り仕切っている。

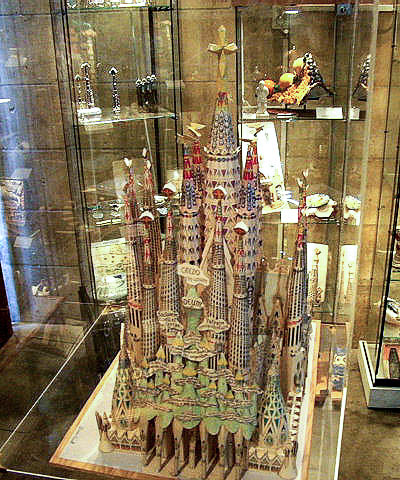
サグラダ・ファミリア完成予想模型
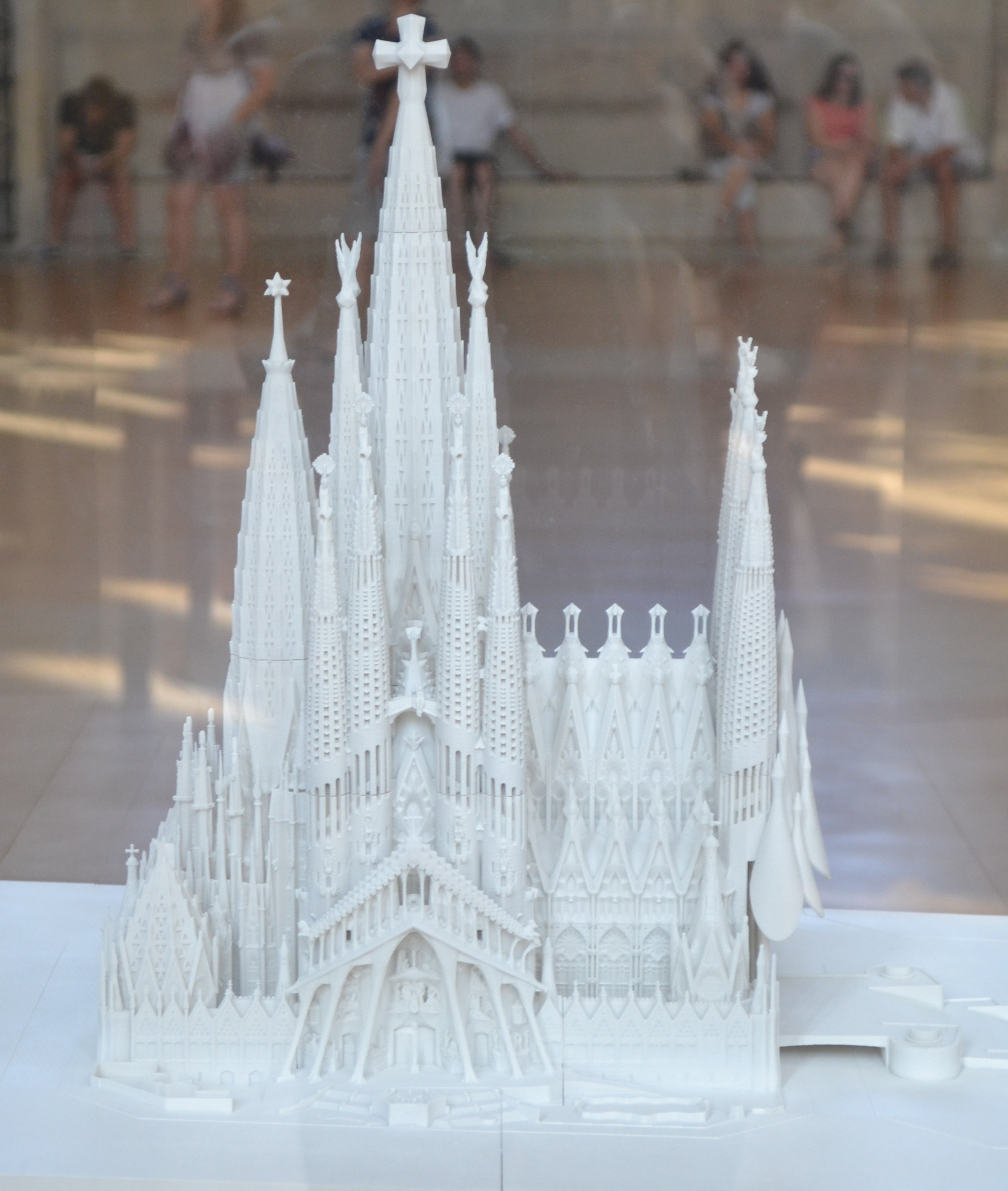
同じく完成予想模型
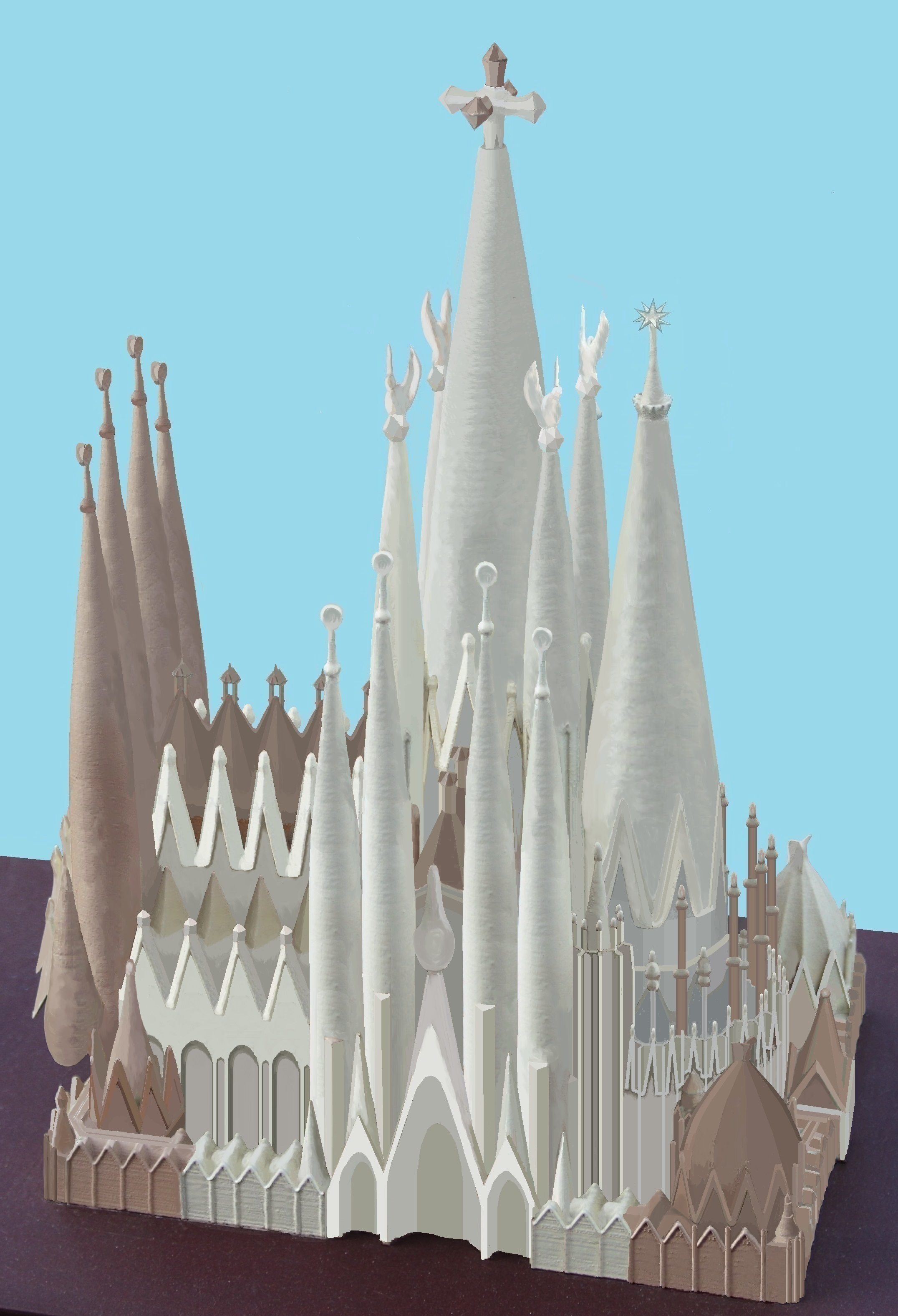
建設進捗モデル (2025)：完成部分は白色、未完成部分は茶色で表している
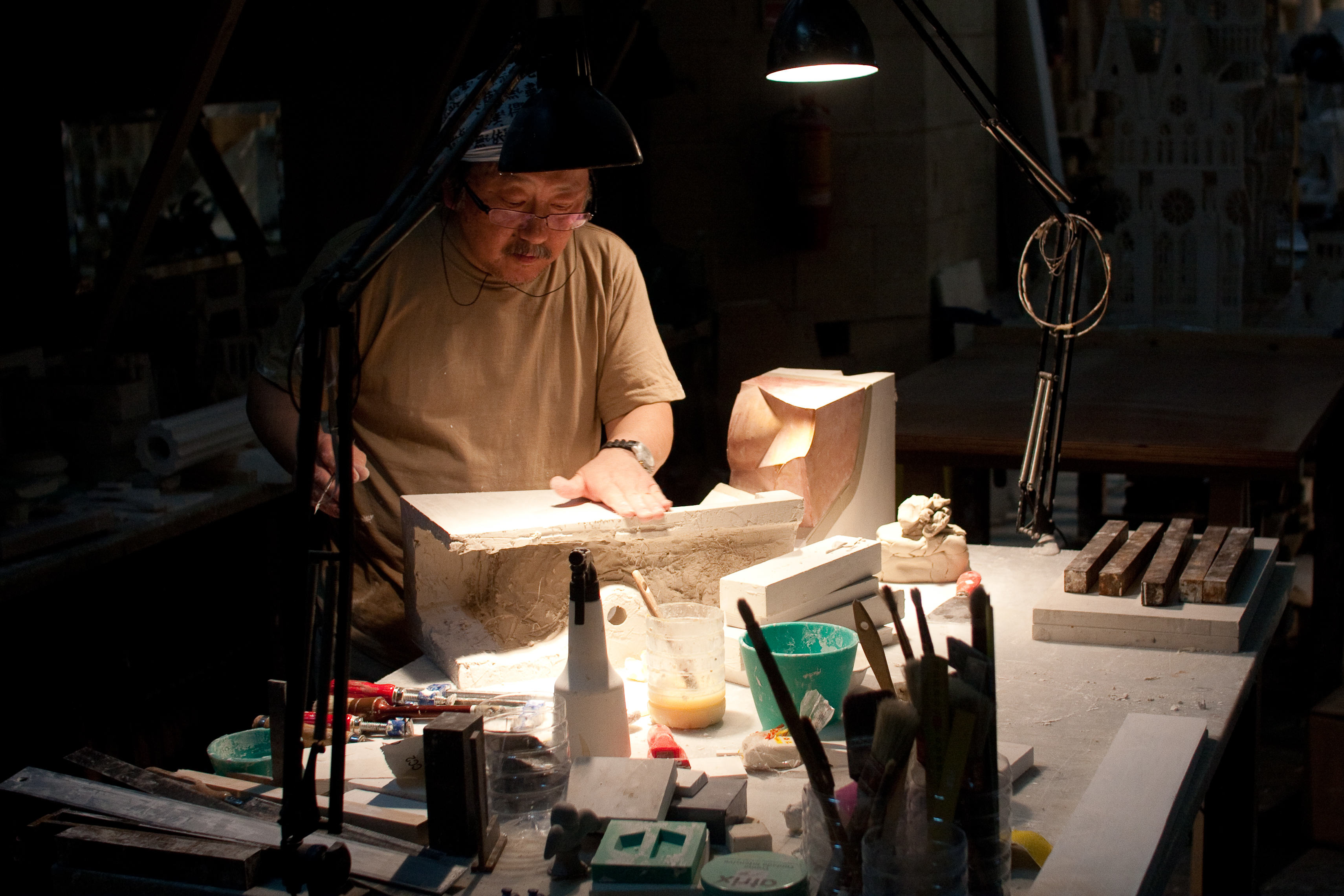
外尾悦郎、サグラダ・ファミリアの石膏工房にて（2010年）

## 歴史
サグラダ・ファミリアは、民間カトリック団体「サン・ホセ教会」が贖罪教会（信者の喜捨により建設する教会）として計画し、初代建築家フランシスコ・ビリャールが無償で設計を引き受けた。1882年3月19日に着工したが、意見の対立から翌年にビリャールは辞任。その後を引き継いで2代目建築家に就任したのが、当時は無名であったアントニ・ガウディである。ガウディは設計を変更したものの既存の計画は踏襲された。1926年に亡くなるまでライフワークとしてサグラダ・ファミリアの設計・建築に取り組んだ。一方、着工時の建築許可が更新されず失効していたことから、2018年にバルセロナ市当局と支払いなどで合意するまで130年以上にわたって違法建築状態が続くこととなる（後述）。
ガウディは、模型と、紐と錘を用いた実験道具を主に使ってサグラダ・ファミリアの構造を検討したとされる。ガウディの死後の1936年に始まったスペイン内戦により、ガウディが残した設計図や模型、ガウディの構想に基づき弟子たちが作成した資料のほとんどが散逸した。これによりガウディの構想を完全に実現することが不可能となり、サグラダ・ファミリアの建造を続けるべきかという議論があったが、職人による口伝えや、外観の大まかなデッサンなど残されたわずかな資料を元に、その時代の建築家がガウディの設計構想を推測するといった形で現在も建設が行われている。北ファサード、イエスの誕生を表す東ファサード、イエスの受難を表す西ファサードや内陣、身廊などはほぼ完成したが、2025年6月時点でイエスの栄光を表すメインファサード、18基建てられる内の5基の塔が未完成である。これらの塔の12基が12使徒、4基が福音書記者、1基が聖母マリア、1基がイエス・キリストを象徴するものとされている。
東側の生誕のファサードでは、イエスの誕生から初めての説教を行うまでの逸話が彫刻によって表現されている。3つの門によって構成され、左門が父ヨセフ、中央門がイエス、右門が母マリアを象徴する。中央の門を構成する柱の土台には変わらないものの象徴として亀が彫刻され、中央の柱の土台にはリンゴをくわえた蛇が彫刻されている。また、門の両脇には変化するものの象徴としてカメレオンが配置されている。中央門では、受胎告知、キリストの降誕、祝福をする天使、東方の三博士や羊飼い達などが彫られている。左門ではローマ兵による嬰児虐殺、聖家族のエジプトへの逃避、父ヨセフの大工道具などが彫られ、右門には母マリア、イエスの洗礼、父ヨセフの大工仕事を手伝うイエスなどが彫られている。
西側の受難のファサードには、イエスの最後の晩餐からキリストの磔刑、キリストの昇天までの有名な場面が彫刻されている。東側とは全く異なり、現代彫刻でイエスの受難が表現されており、左下の最後の晩餐から右上のイエスの埋葬まで「S」の字を逆になぞるように彫刻が配置されている。最後の晩餐→ペテロとローマ兵たち→ユダの接吻と裏切り→鞭打ちの刑→ペテロの否認→イエスの捕縛→ピラトと裁判→十字架を担ぐシモン→ゴルゴタの丘への道を行くイエスとイエスの顔を拭った聖布を持つヴェロニカ→イエスの脇腹を突くことになる槍を持つ騎兵ロンギヌス→賭博をするローマ兵→イエスの磔刑→イエスの埋葬と復活の象徴、そして鐘楼を渡す橋の中央に昇天するイエスが配置されている。
かつては完成まで300年はかかると予想されていた工事だが、スペインの経済成長や拝観料収入などに支えられて進捗は加速している。さらには21世紀に入ってから導入されたITを駆使し、ソフトウェアによる3D構造解析技術と3Dプリンターによるシミュレーション検証、CNC加工機による成果が著しい。2034年の完成予定が現実となれば、1980年代に見込まれた約300年という建築期間はその後の30年で半減し、約152年の工期で完成することになる。他方、創建当初はヨーロッパの教会建築の伝統的な工法である組積造で行われてきたが、現在では礼拝堂内部、塔など多岐にわたってRC造が導入されており、この工法変化を批判する建築家や彫刻家も少なくない。
なお、建設開始から長い年月が経っているため、建築と並行して既存部の修復も行われている。
2006年、直下に高速鉄道AVEのトンネルを掘削する計画が持ち上がり、建設側は地元自治体などにトンネル掘削中止を働きかけたが拒否された。一連のやり取りの中で、サグラダ・ファミリア建設が行政に届け出を出していない工事（正確には1885年に建築許可を受けていたが、許可を出した自治体がバルセロナに吸収合併された際必要な更新がされていなかったという）であることが明らかになり話題を呼んだ。結局は調整が行われ、サグラダ・ファミリアの建築に対してサグラダ・ファミリア特別法を制定し合法化した上で、徹底した地盤強化を行って掘削工事が行われた。2018年10月20日にサグラダ・ファミリア管財当局が3600万ユーロ（日本円にして約46億8000万円）を今後10年かけて支払うことで、バルセロナ市当局より合法的に建築を行えるよう工事許可を得る形で両者が合意したことが発表され、2019年初頭にも建築が「合法化」される見通しとなった。
2019年6月7日、460万ユーロ（日本円にして約5億6400万）を支払うことで137年を経てようやく建築許可が下りた。

## カタルーニャ独立運動とサグラダ・ファミリア
サグラダ・ファミリアは民族のシンボル、地域のランドマークでもあるため、しばしば教会付近がカタルーニャ独立運動に関連するデモ行進の目的地に設定される。2019年10月18日には、教会付近で約50万人による独立を求めるデモ行進が付近で行われたため、安全面を考慮して臨時休業となった。

## ギャラリー

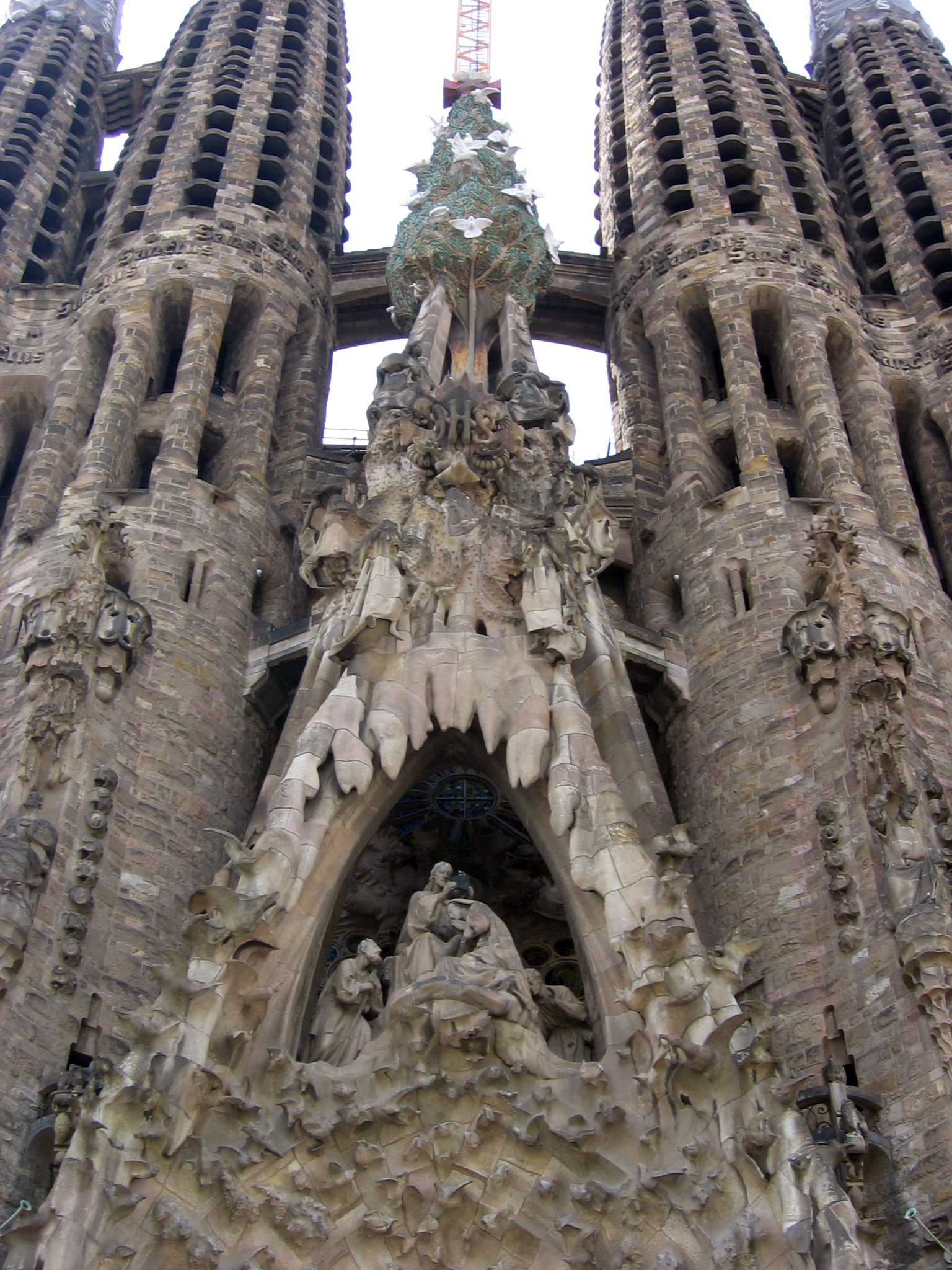
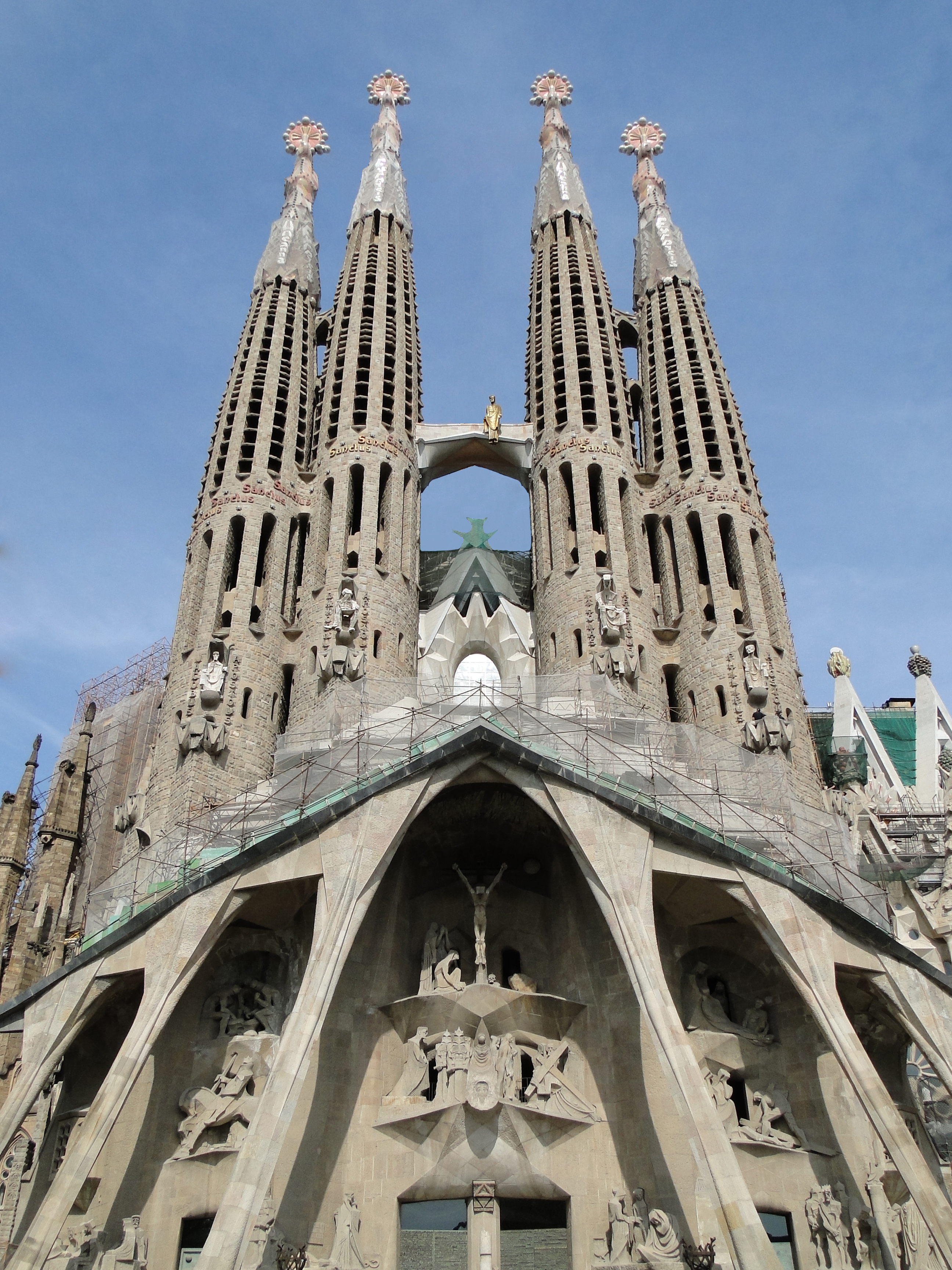
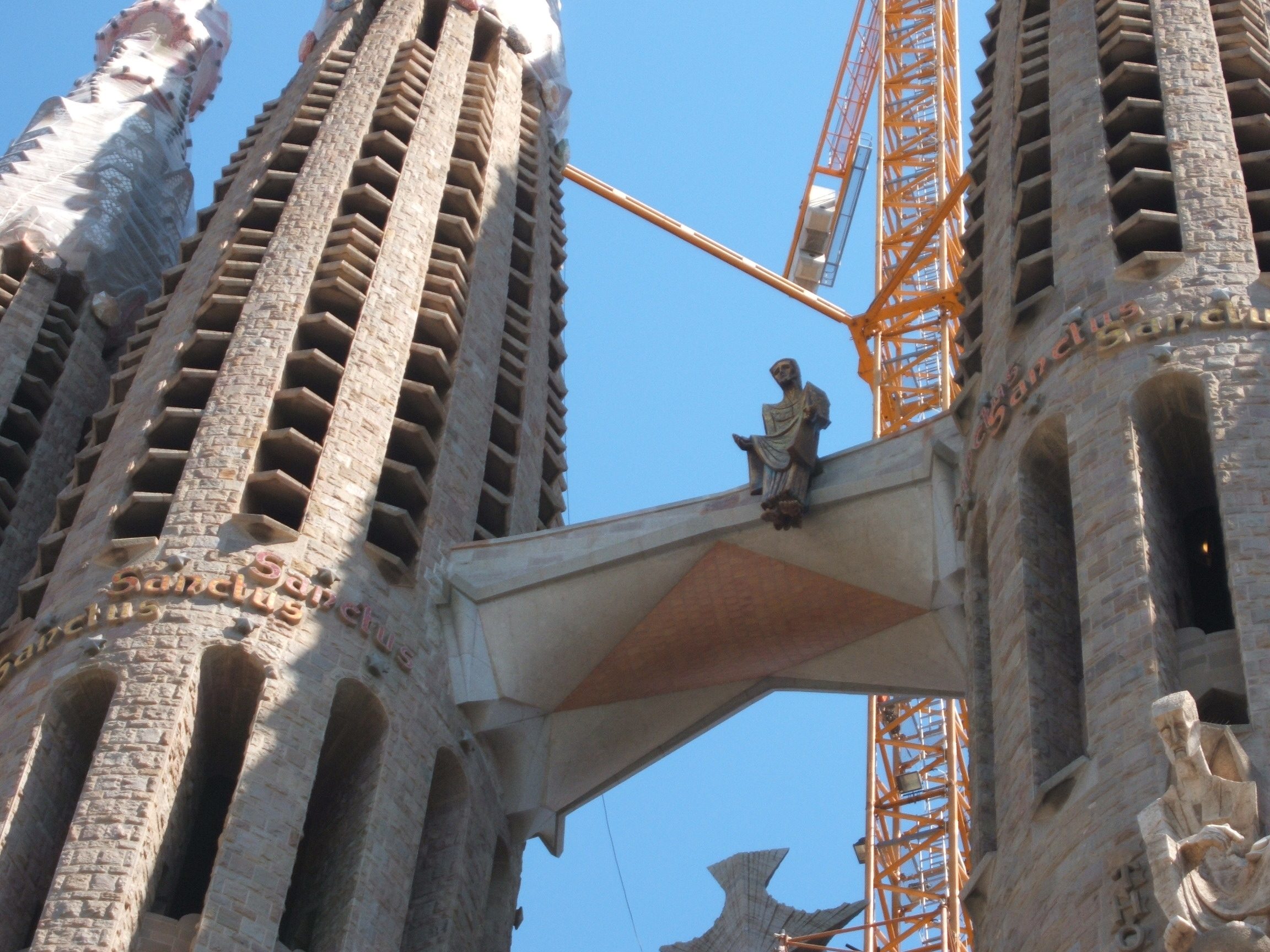
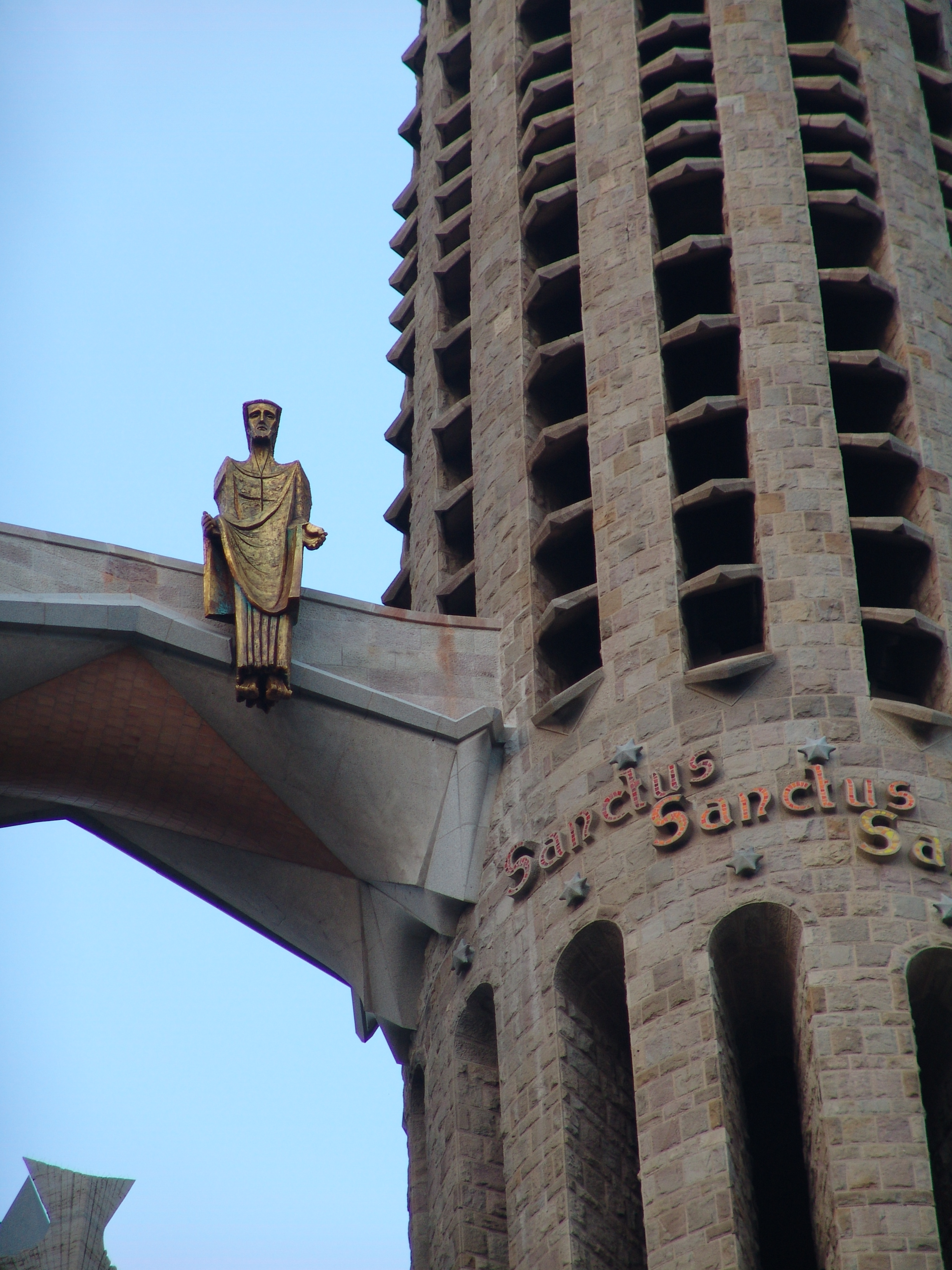
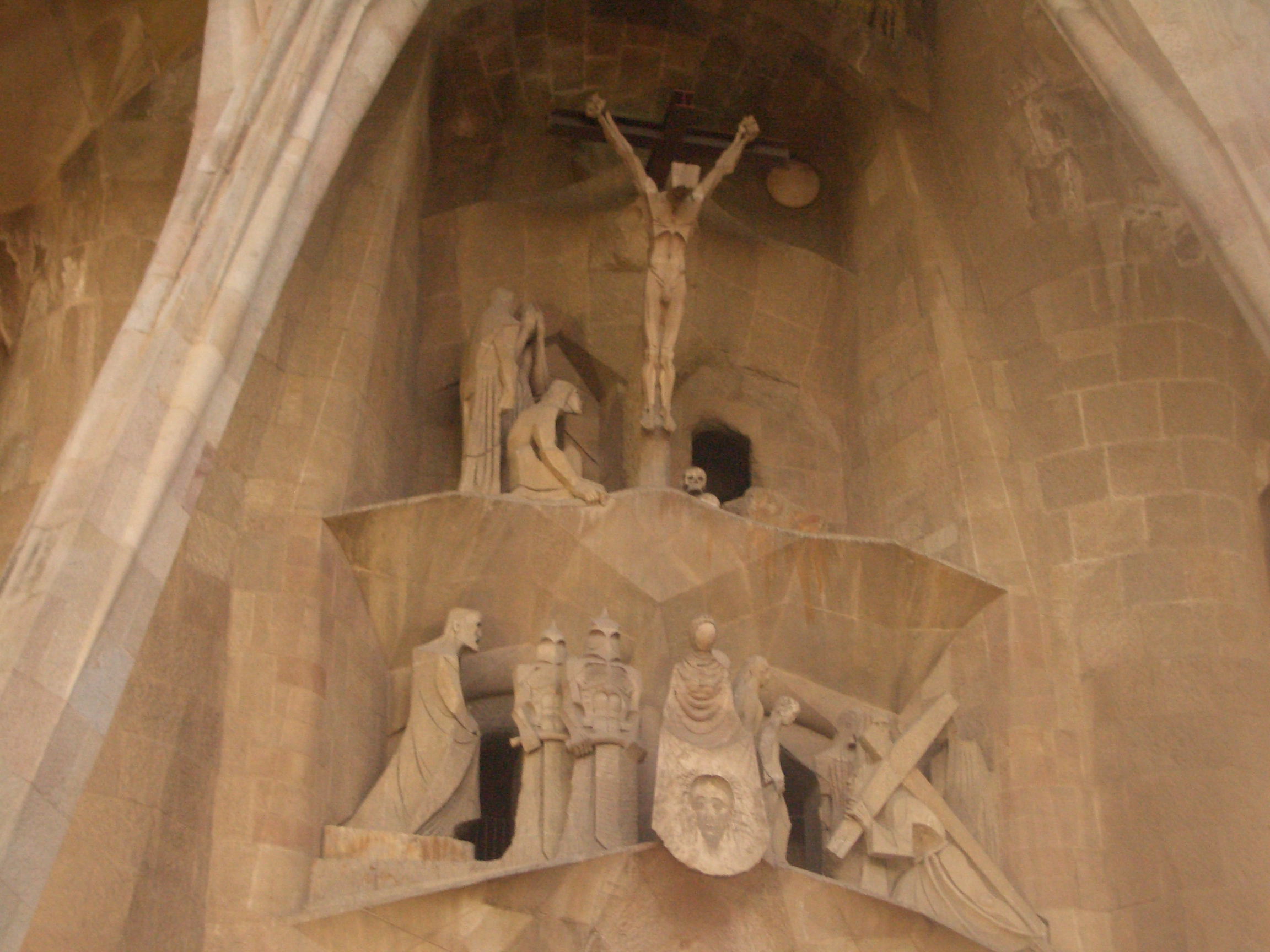
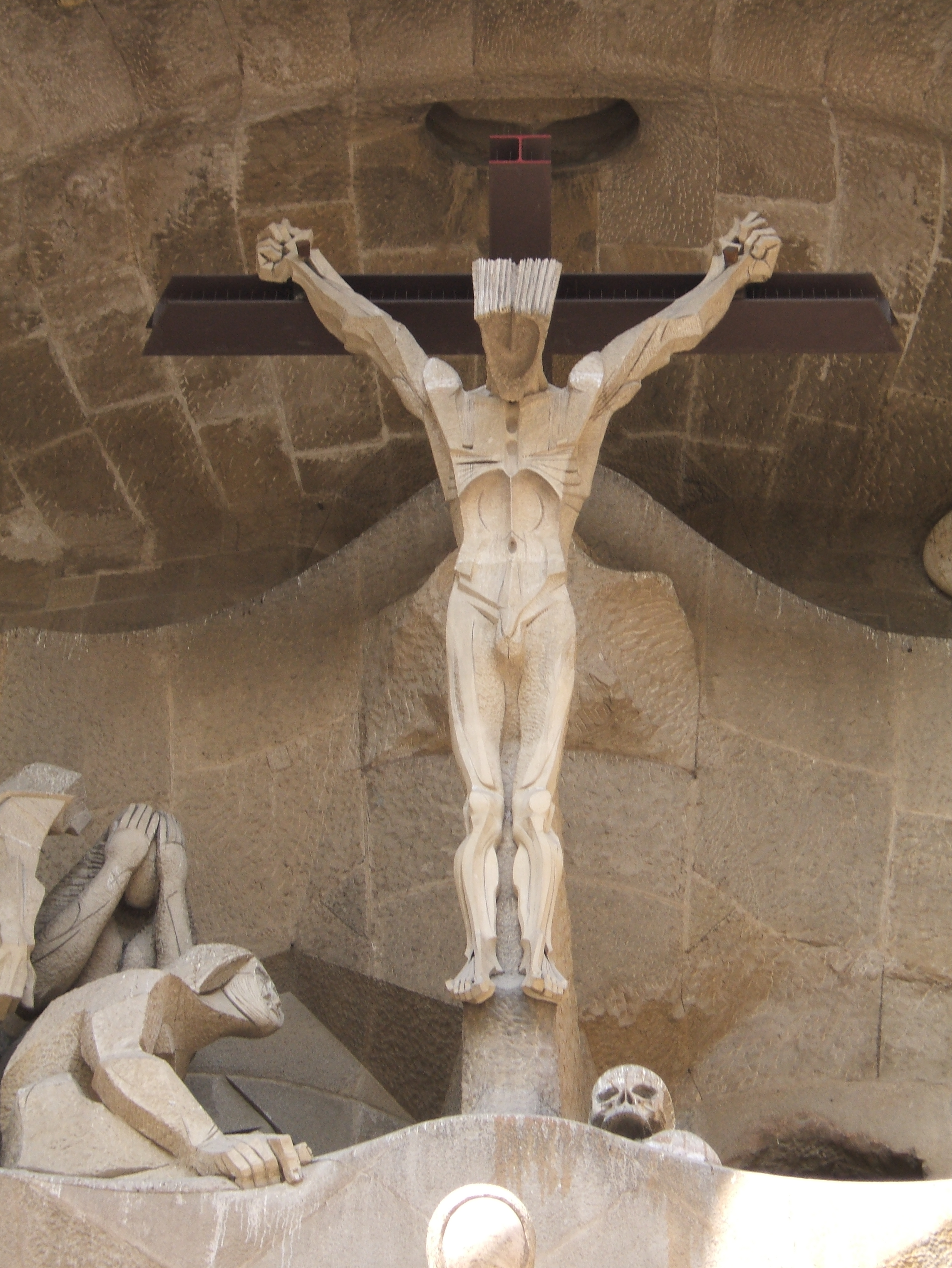
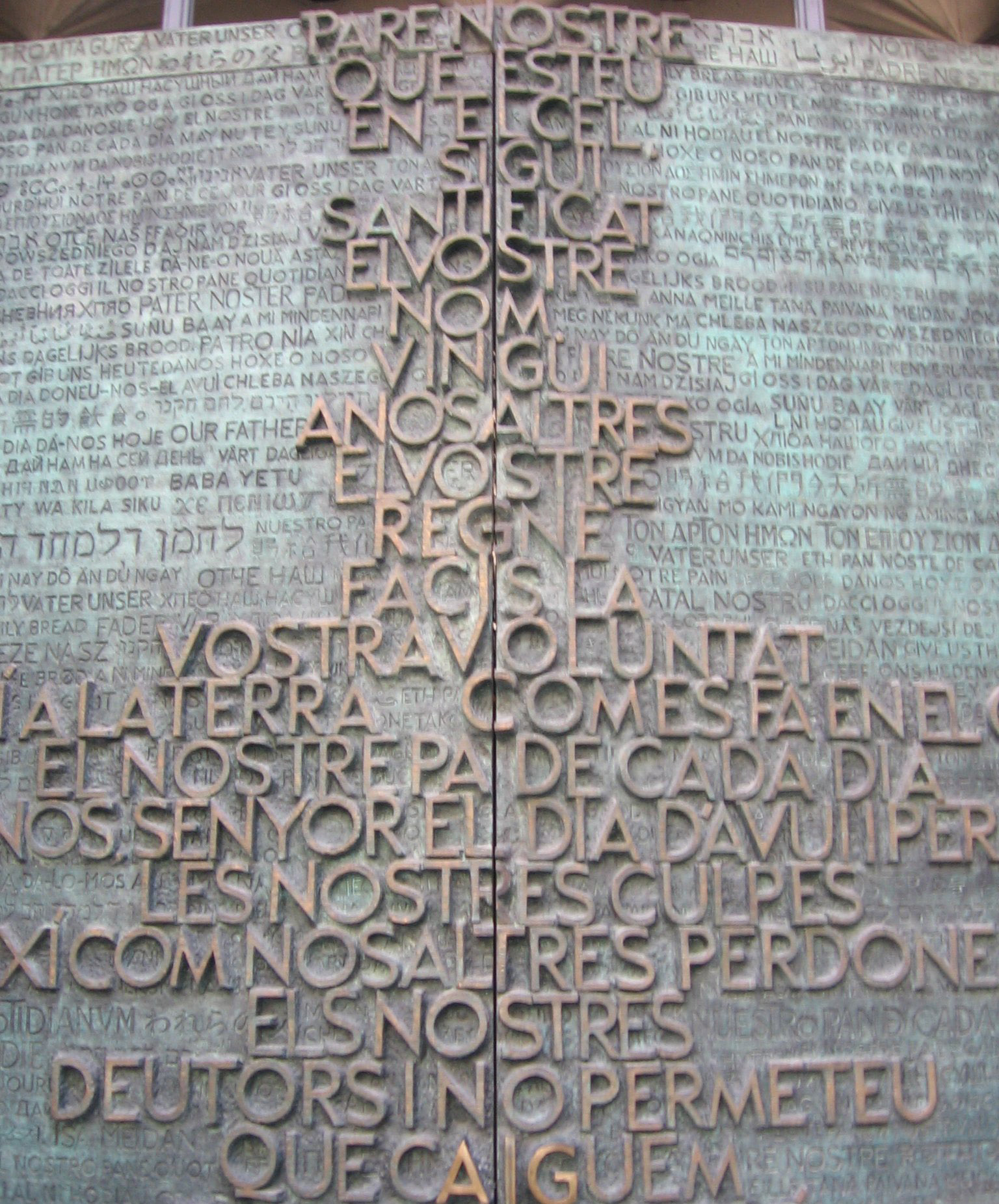
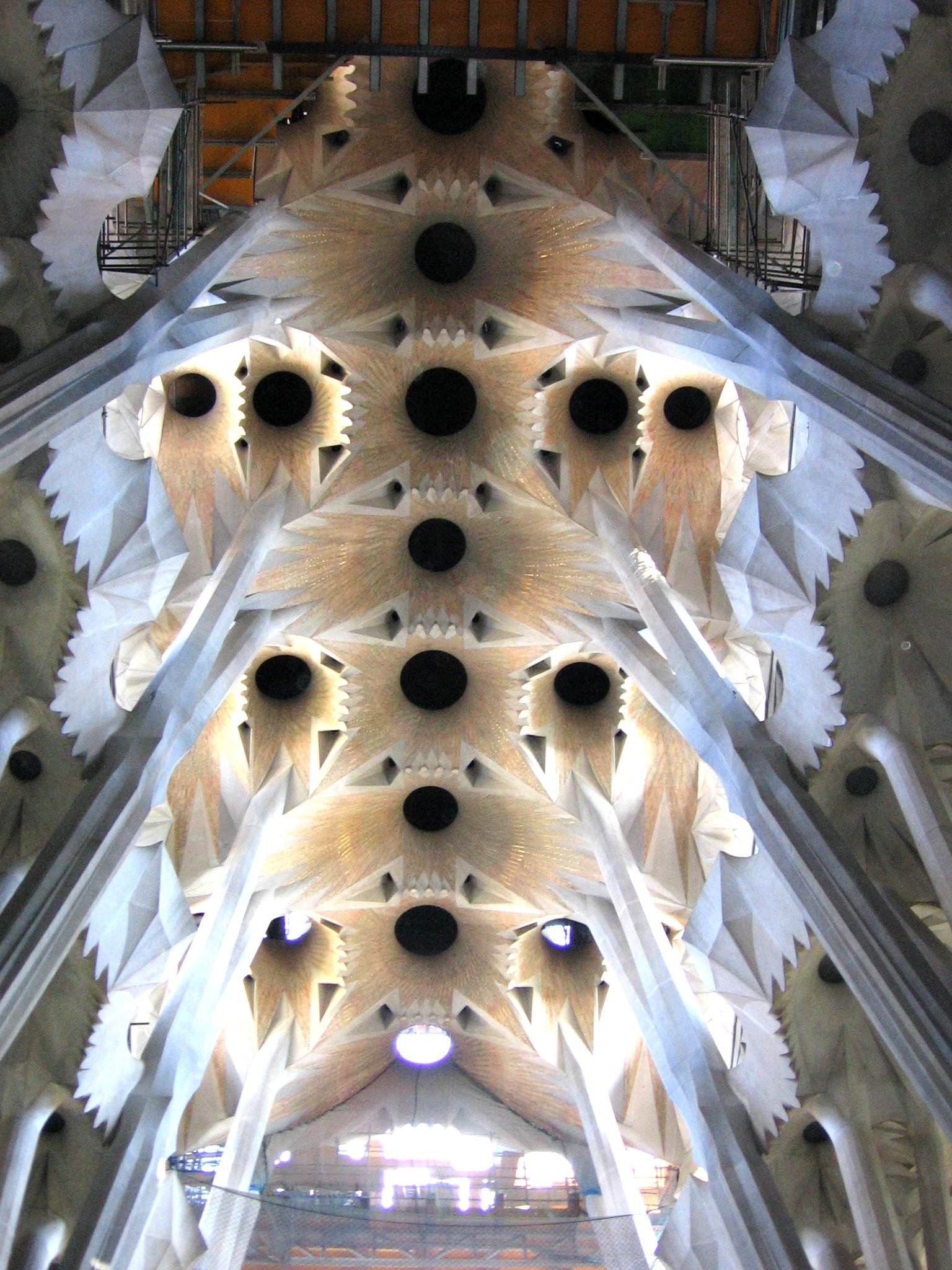
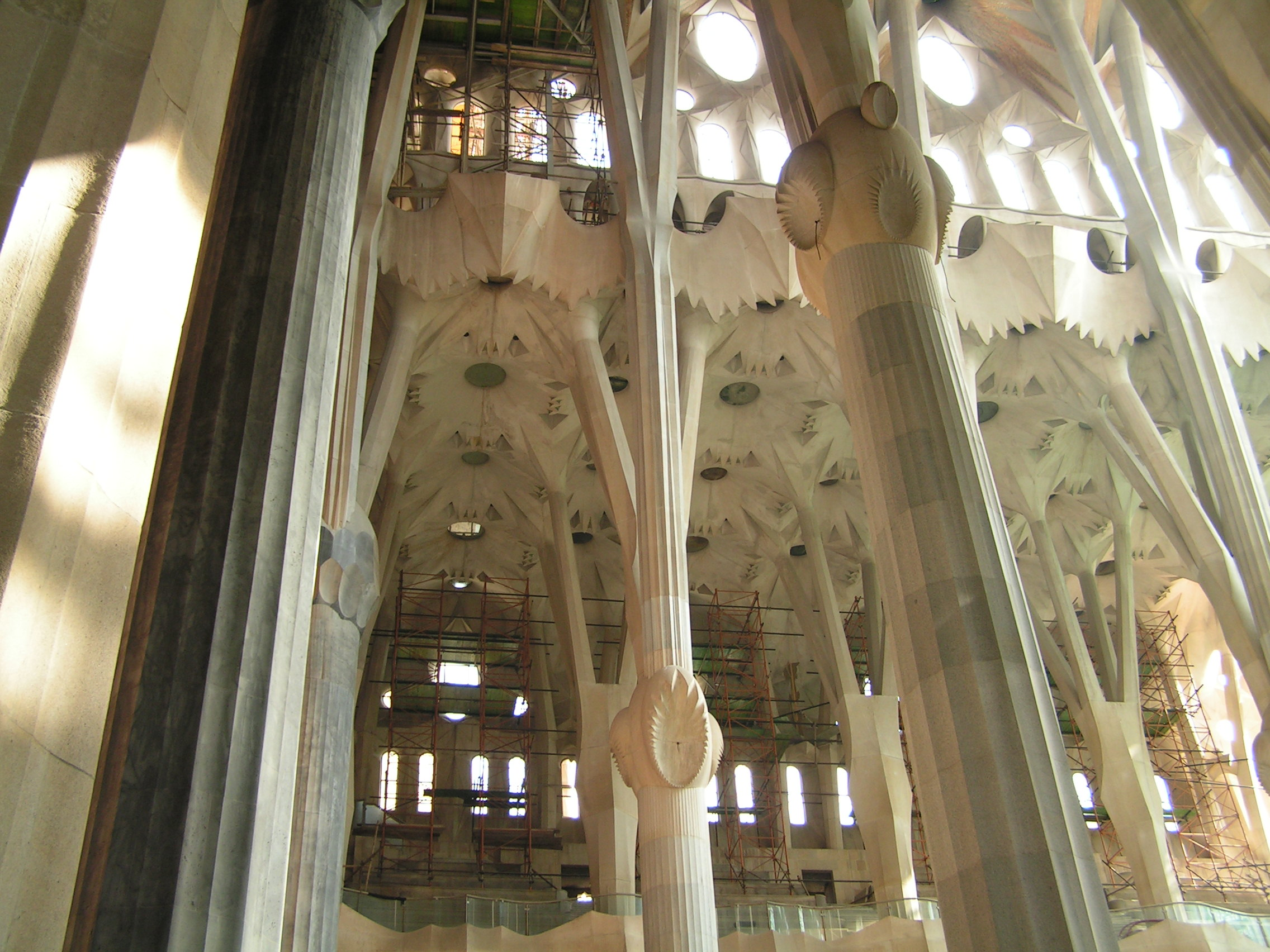
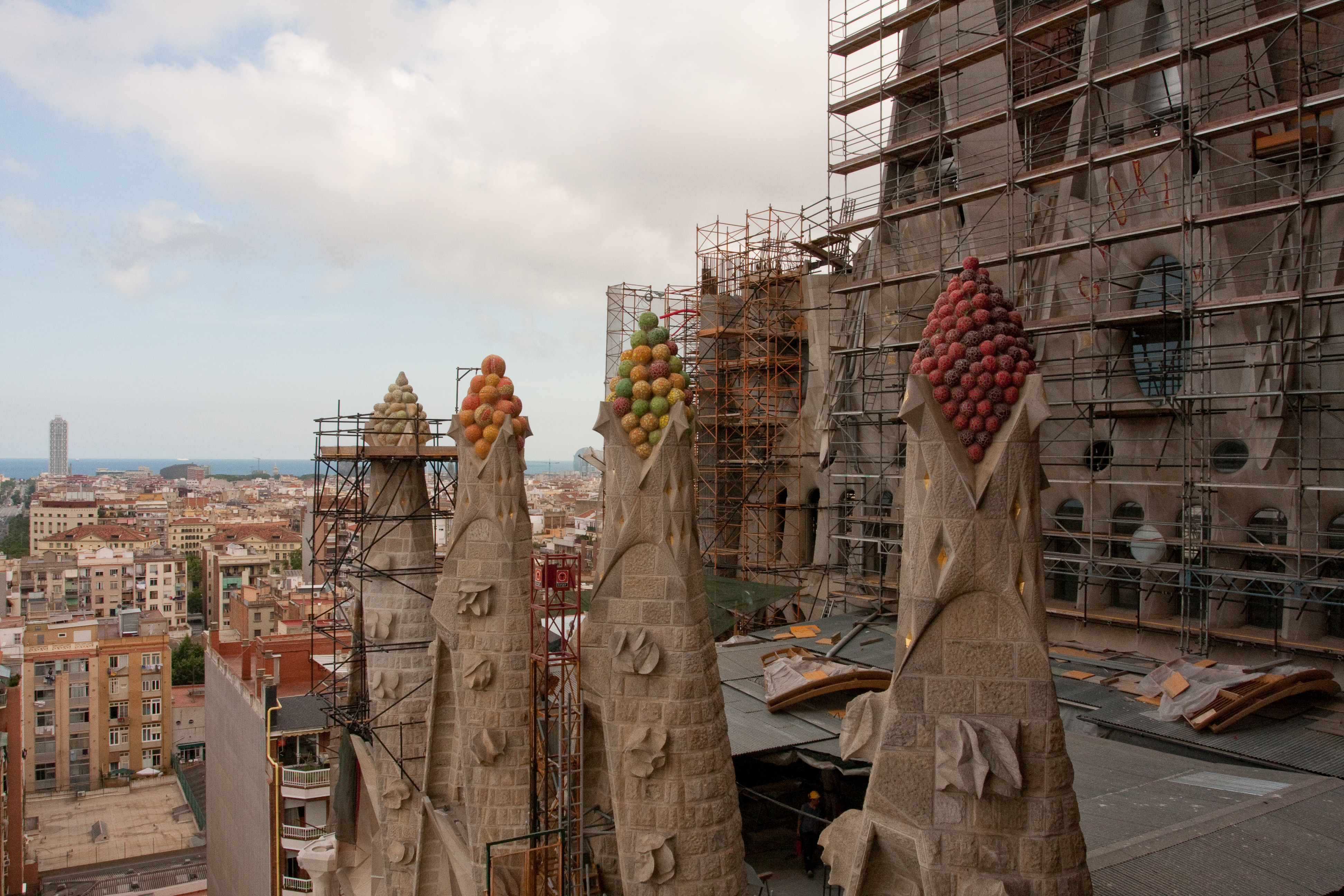
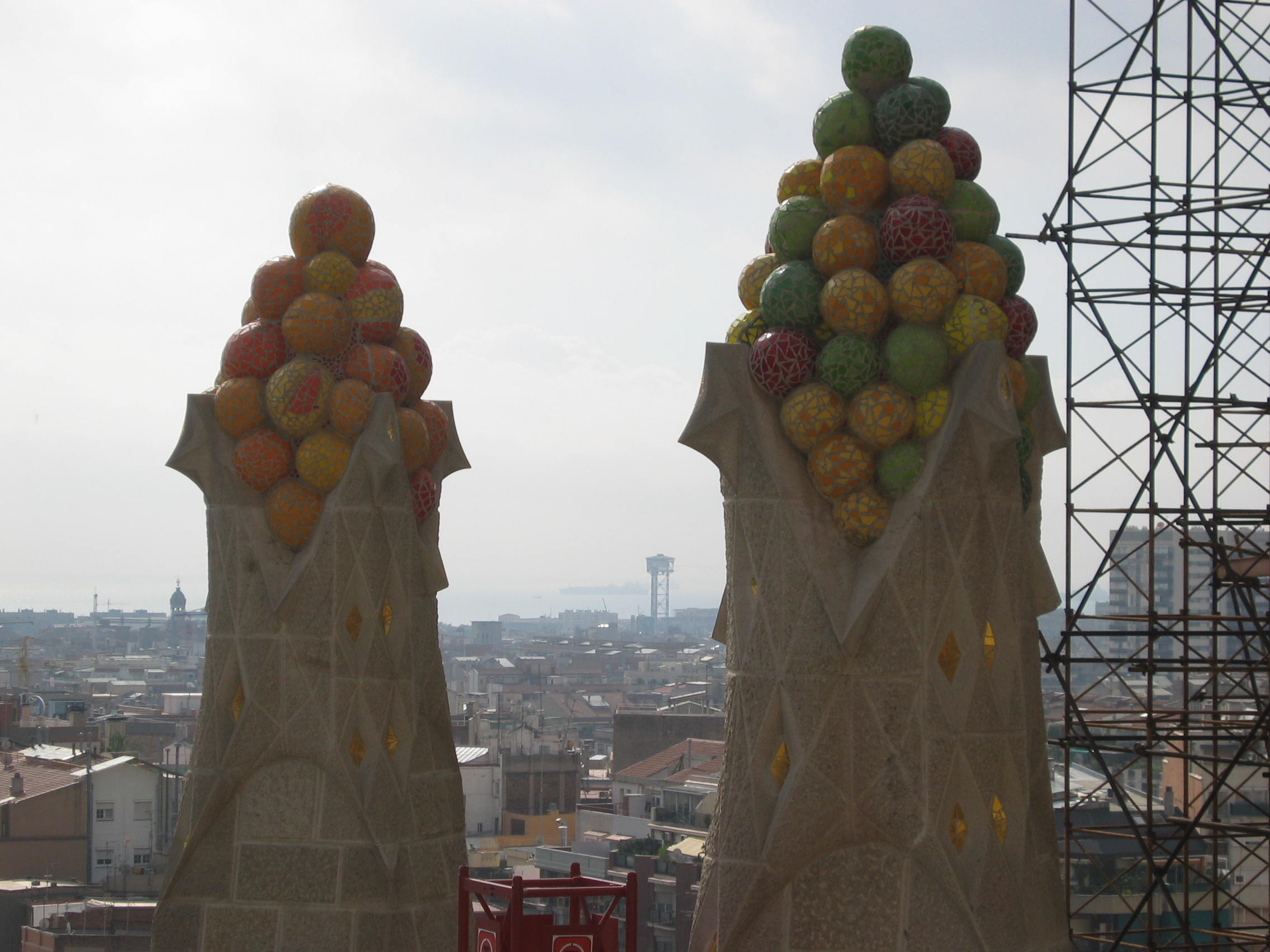
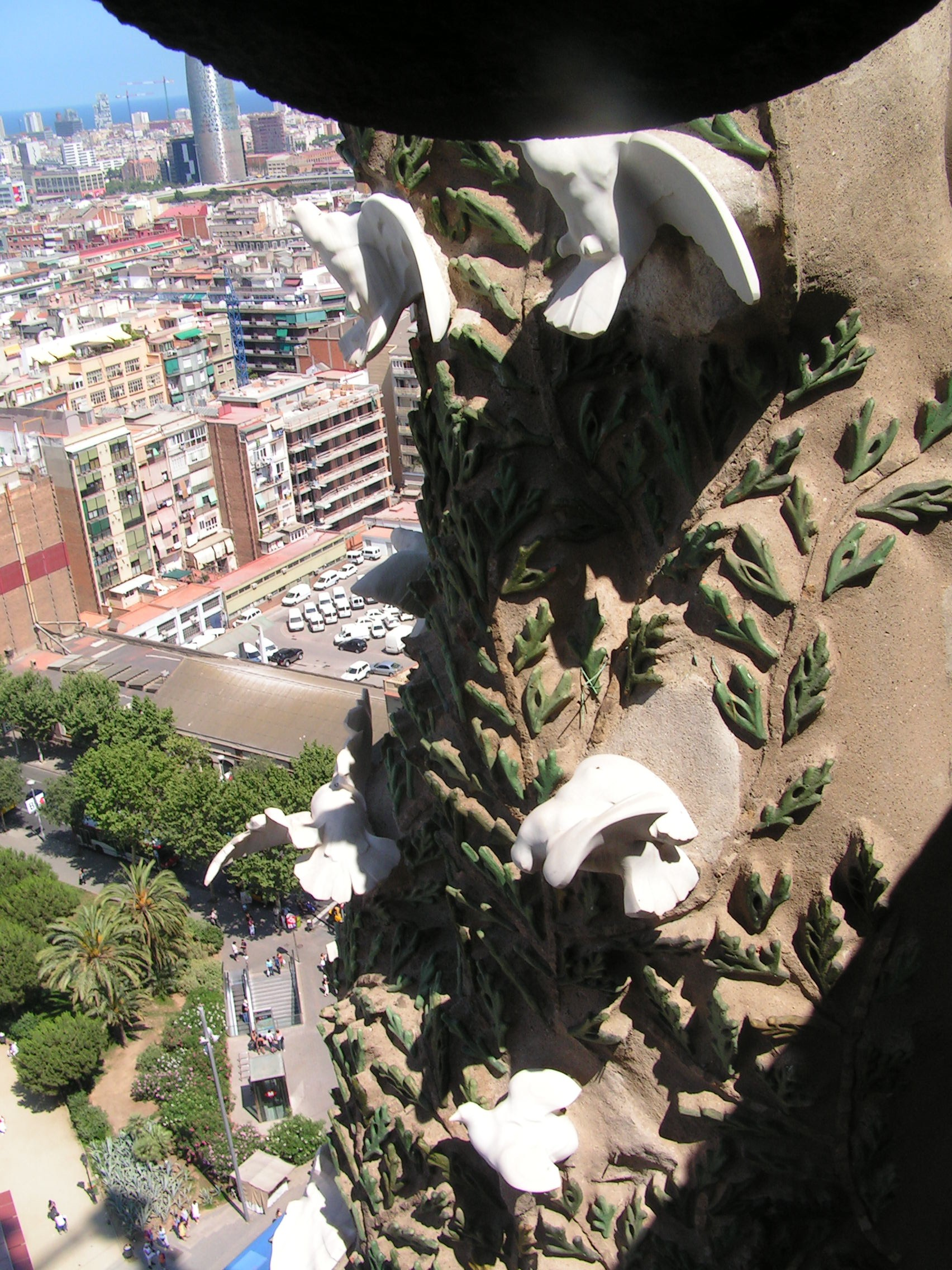
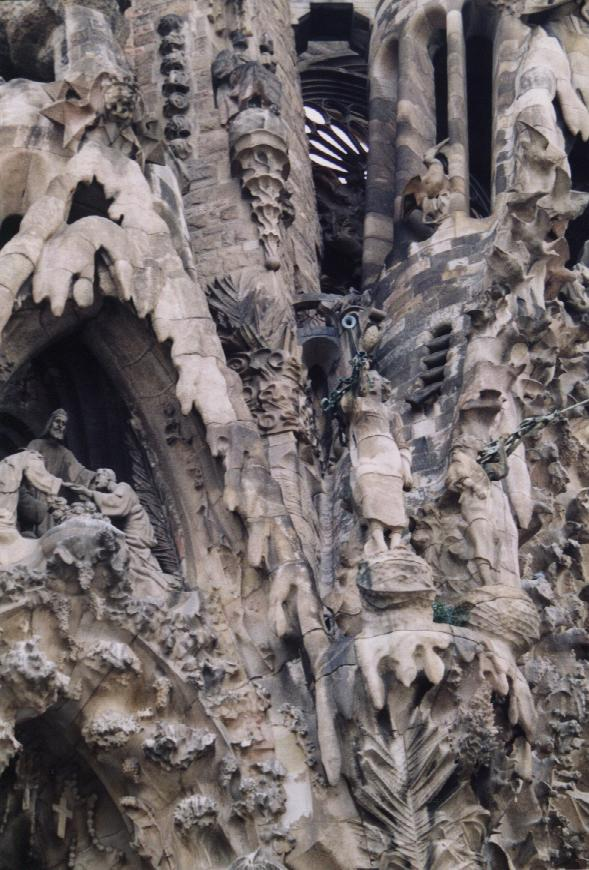
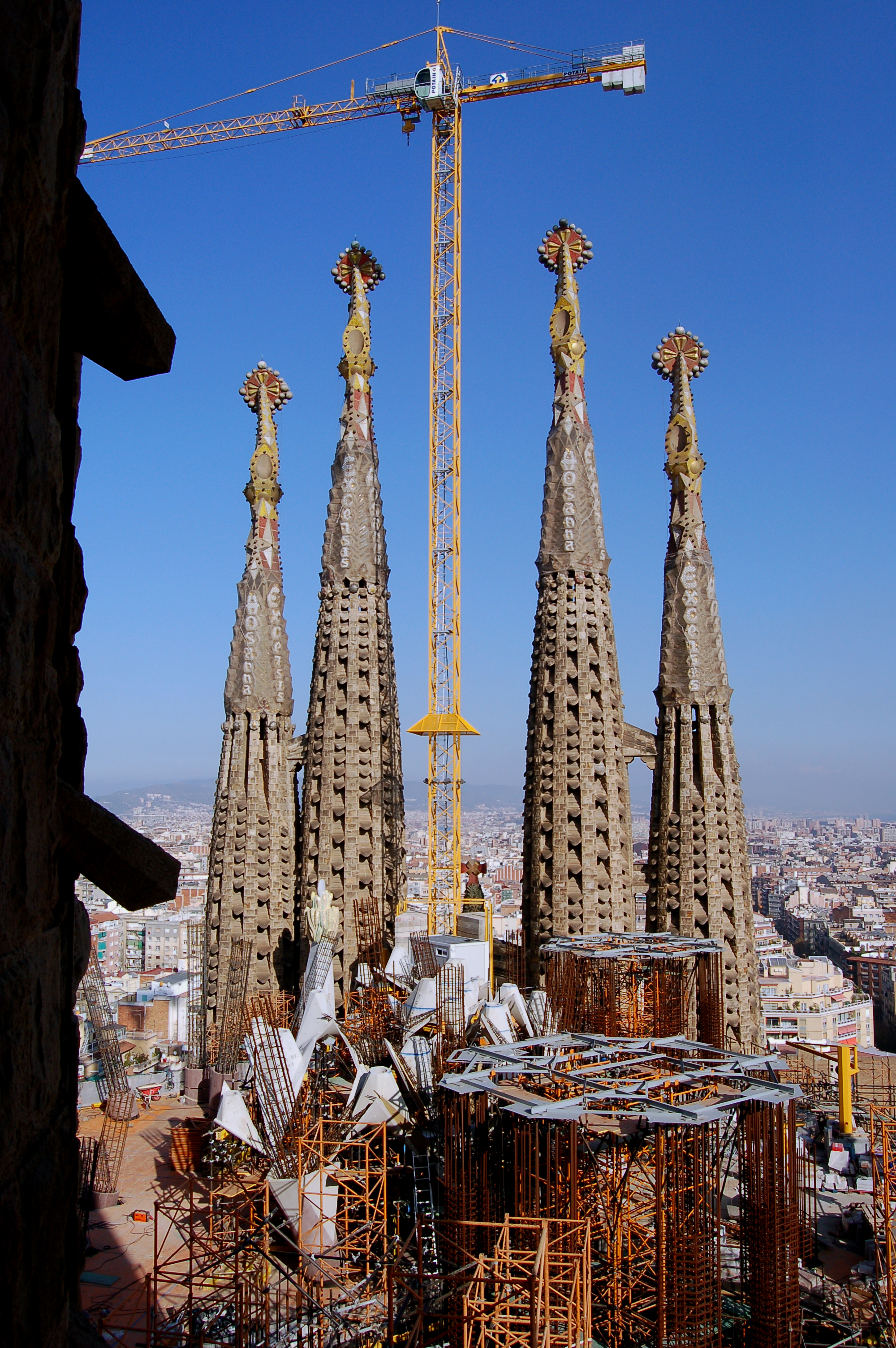
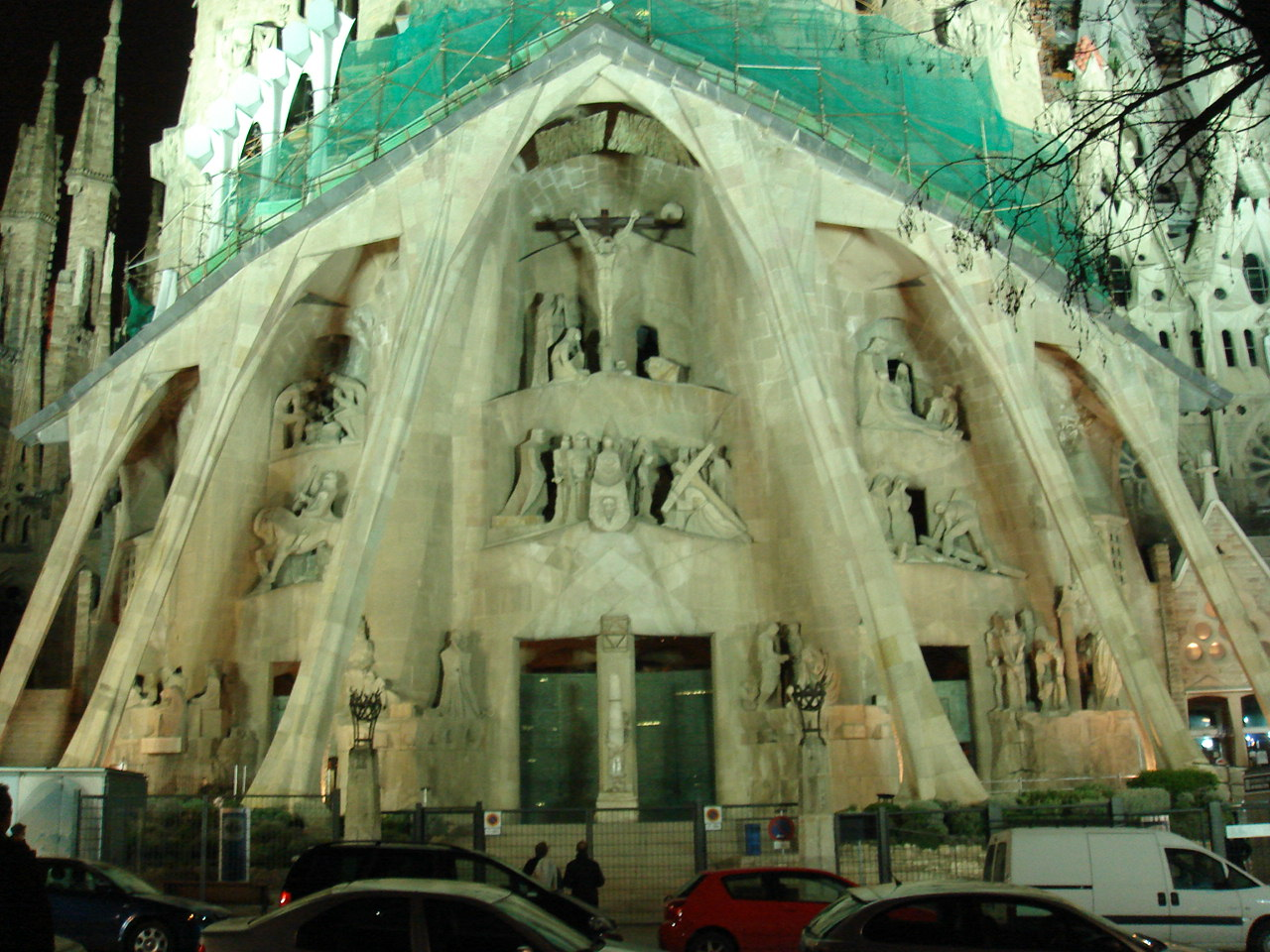
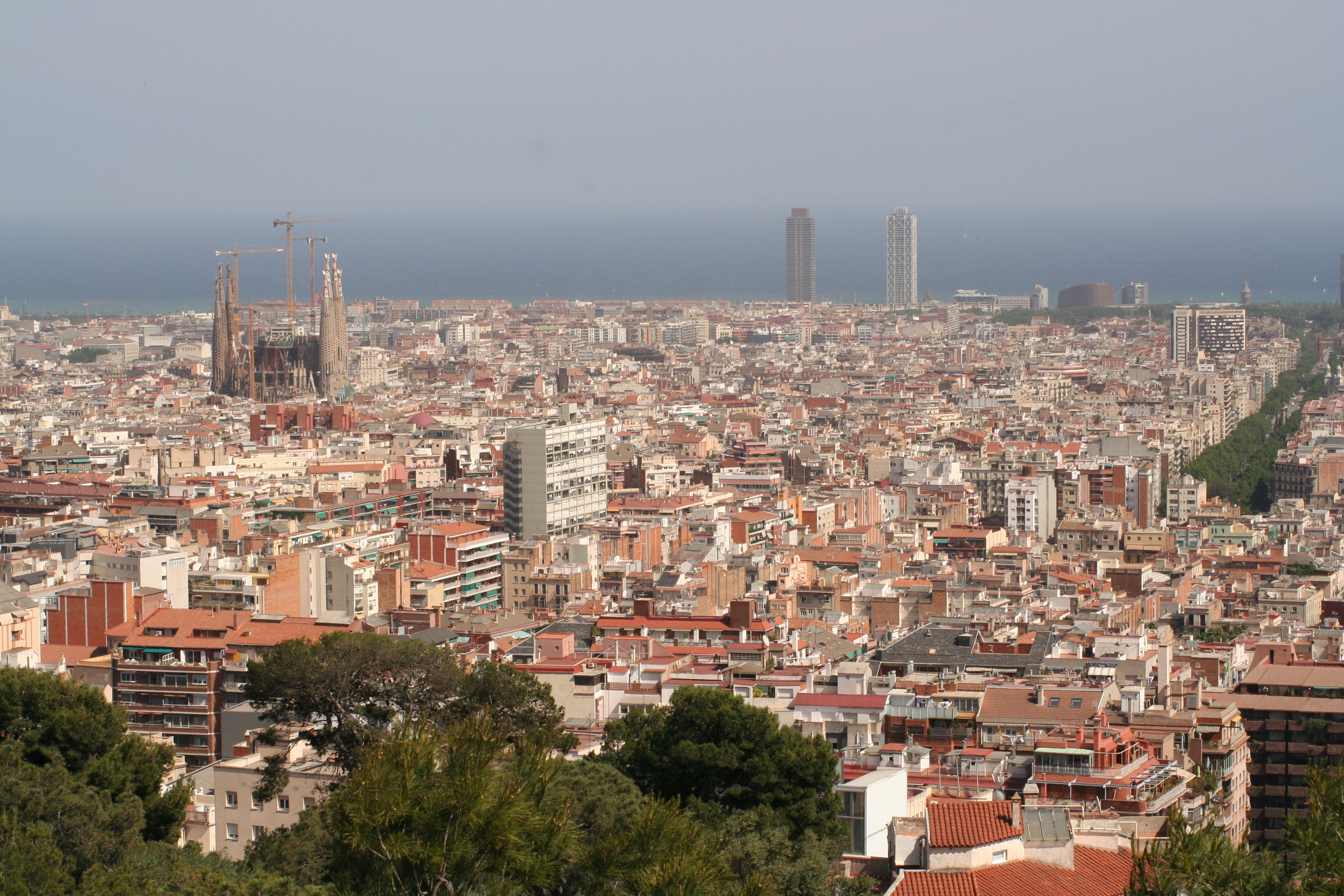
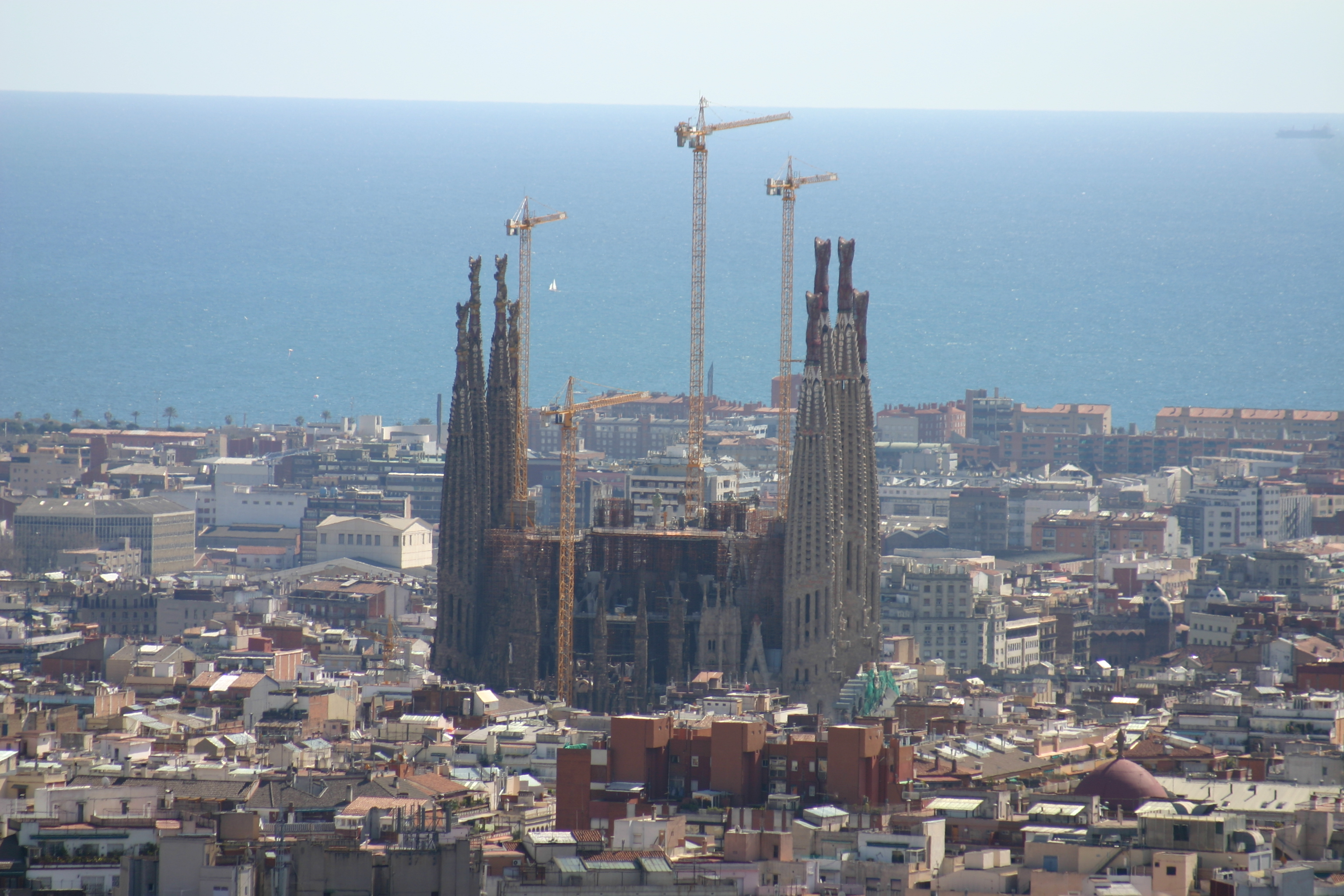
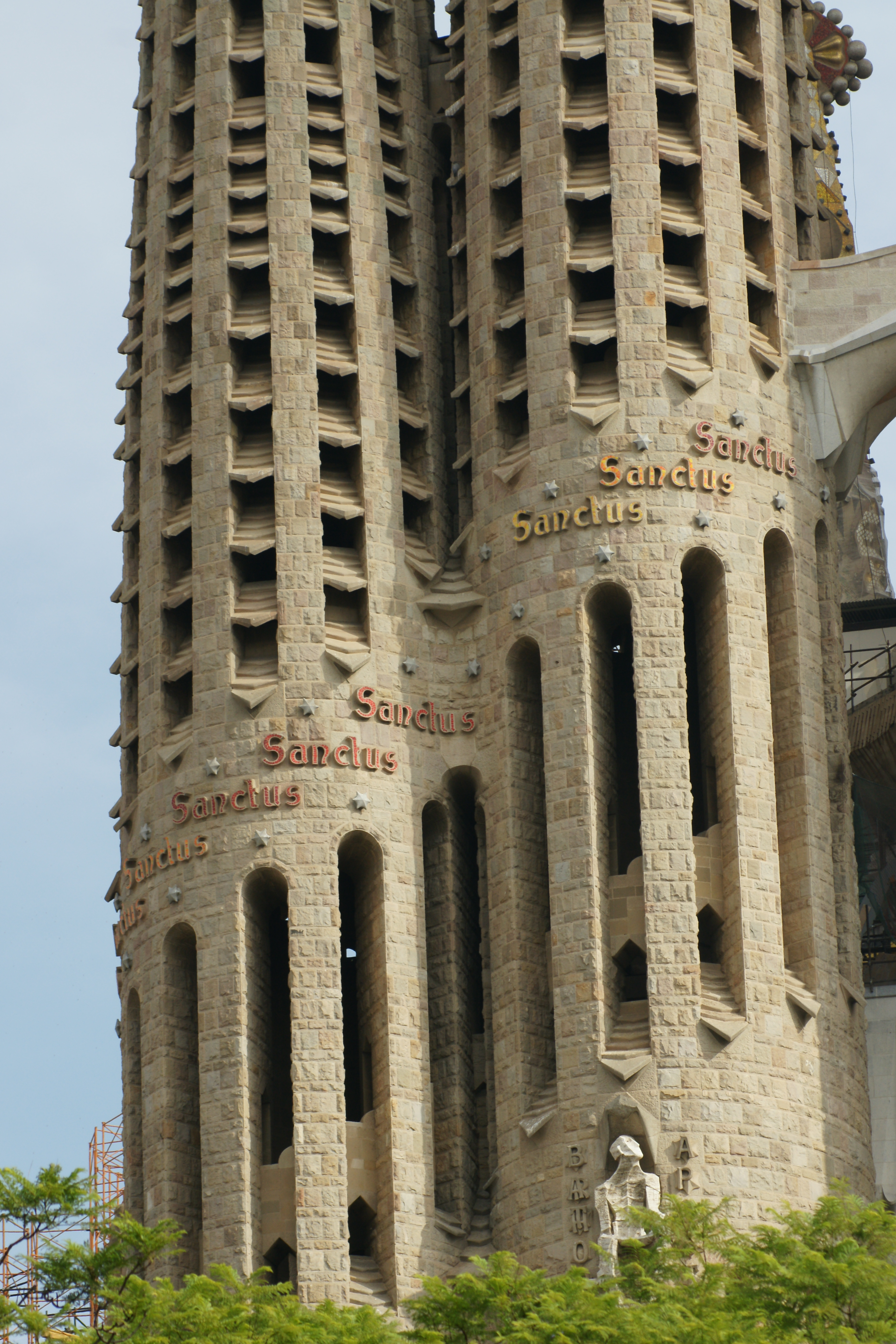
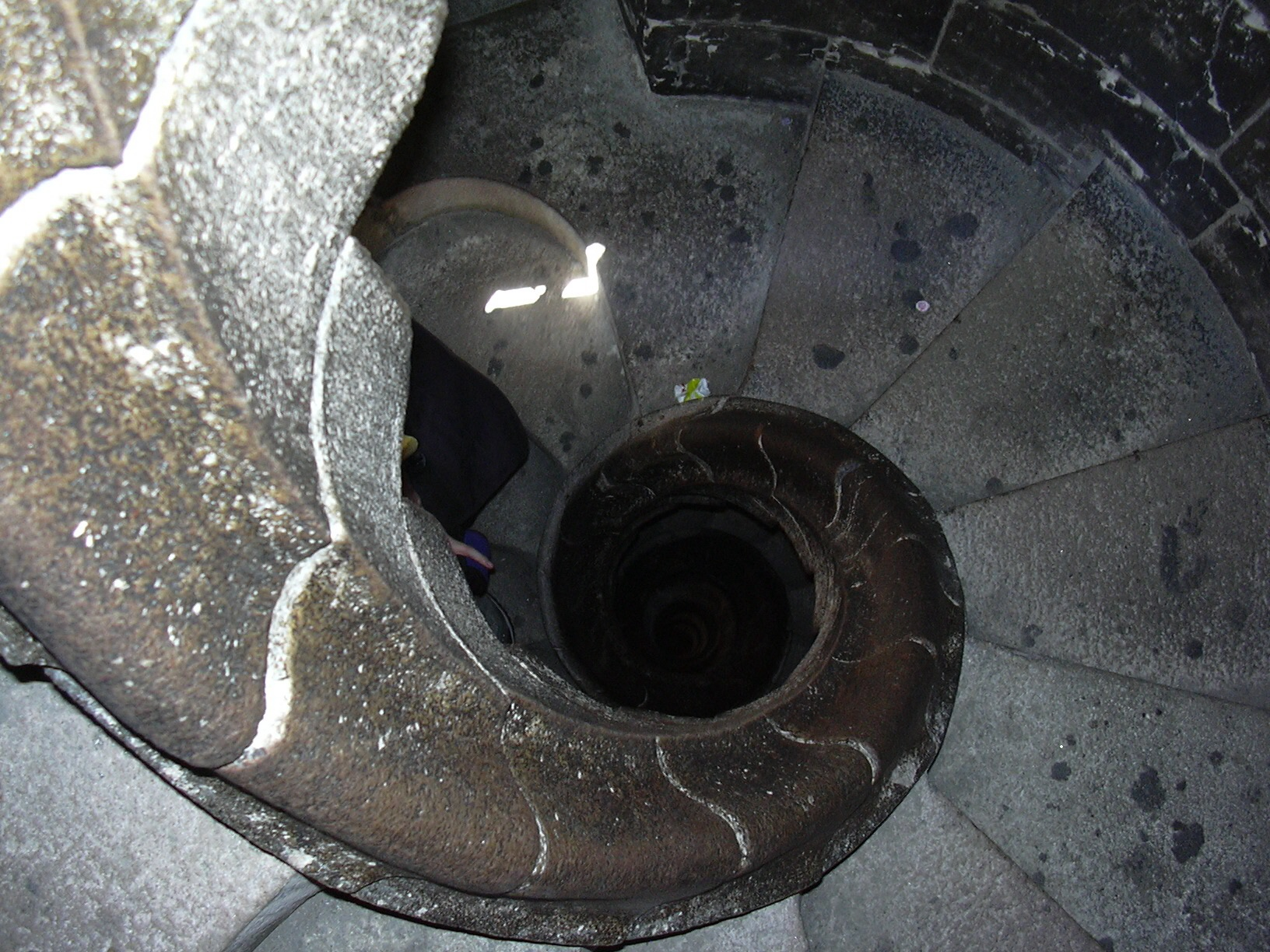
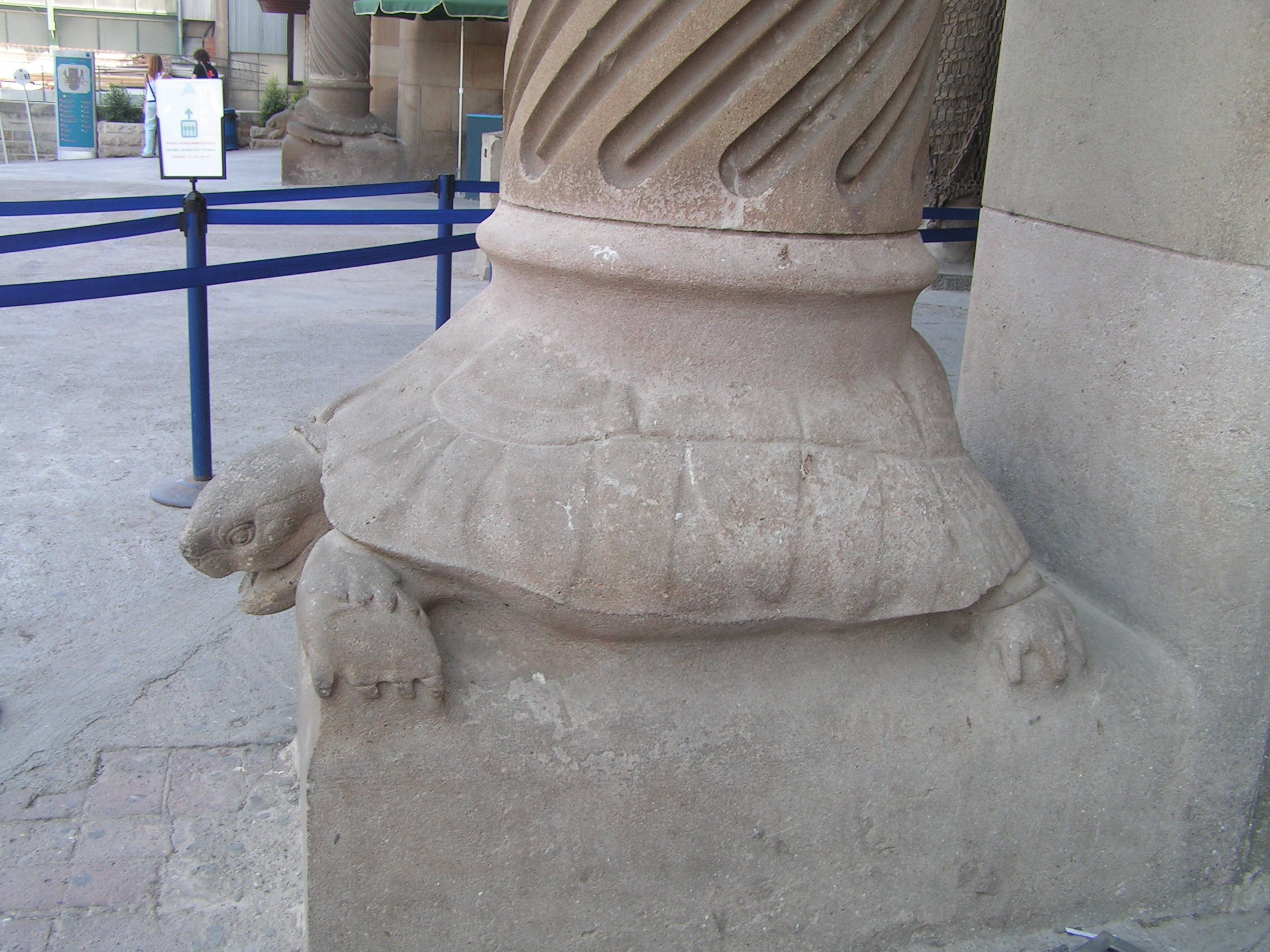